# Vissel Kobe 2013
Questa pagina raccoglie i dati riguardanti il Vissel Kobe nelle competizioni ufficiali della stagione 2013.

## Stagione
Dopo essere retrocessa dalla massima serie, il Vissel Kobe ottiene l'immediato ritorno in J. League Division 1 grazie al secondo posto ottenuto in campionato, a quattro punti dai campioni del Gamba Osaka.

## Piazzamenti nelle competizioni
- J. League Division 2 2013: 2°, promosso in J. League Division 1
- Coppa dell'Imperatore 2013: eliminato al terzo turno

## Organigramma societario
Area direttiva
- Presidente del consiglio di amministrazione: Hiroshi Mikitani

Area tecnica
- Allenatore: Ryō Adachi
- Allenatore dei portieri: Sidmar

## Rosa
| N. |                     | Ruolo | Calciatore           |
| -- | ------------------- | ----- | -------------------- |
| 1  | Giappone (bandiera) | P     | Yuki Uekusa          |
| 3  | Giappone (bandiera) | D     | Takahito Sōma        |
| 4  | Giappone (bandiera) | D     | Kunie Kitamoto       |
| 5  | Giappone (bandiera) | D     | Hiroyuki Kōmoto      |
| 6  | Colombia (bandiera) | C     | Julián Estiven Vélez |
| 7  | Brasile (bandiera)  | A     | Popó                 |
| 8  | Brasile (bandiera)  | C     | Mazinho              |
| 9  | Giappone (bandiera) | A     | Ken Tokura           |
| 10 | Giappone (bandiera) | C     | Ryōta Morioka        |
| 11 | Giappone (bandiera) | A     | Yūzō Tashiro         |
| 13 | Giappone (bandiera) | C     | Keijirō Ogawa        |
| 15 | Giappone (bandiera) | C     | Tsubasa Oya          |
| 11 | Giappone (bandiera) | A     | Koki Arita           |
| 17 | Giappone (bandiera) | A     | Takayuki Yoshida     |
| 18 | Giappone (bandiera) | C     | Hideo Tanaka         |
| 19 | Giappone (bandiera) | D     | Takuya Iwanami       |

| N. |                           | Ruolo | Calciatore       |
| -- | ------------------------- | ----- | ---------------- |
| 20 | Giappone (bandiera)       | C     | Kyohei Sugiura   |
| 21 | Giappone (bandiera)       | A     | Hiroto Mogi      |
| 22 | Giappone (bandiera)       | P     | Kaito Yamamoto   |
| 23 | Corea del Sud (bandiera)  | D     | Lee Kwang-Seon   |
| 24 | Giappone (bandiera)       | C     | Masatoshi Mihara |
| 25 | Giappone (bandiera)       | C     | Ryō Okui         |
| 26 | Giappone (bandiera)       | C     | Issei Takayanagi |
| 27 | Giappone (bandiera)       | C     | Hideo Hashimoto  |
| 28 | Giappone (bandiera)       | P     | Takahide Kishi   |
| 29 | Giappone (bandiera)       | D     | Keisuke Hayashi  |
| 30 | Giappone (bandiera)       | P     | Kenta Tokushige  |
| 31 | Giappone (bandiera)       | C     | Ryo Matsumura    |
| 32 | Giappone (bandiera)       | C     | Ryōsuke Maeda    |
| 33 | Giappone (bandiera)       | C     | Tomoki Wada      |
| 34 | Corea del Sud (bandiera)  | D     | Kang Yun-Koo     |
| 35 | Corea del Nord (bandiera) | D     | Kim Song-Gi      |